# Jacob Willem Arriëns
Jacob Willem Arriëns (Helder, 16 april 1877 – Diepenveen, 6 mei 1963) was een Nederlandse burgemeester.

## Leven en werk
Arriëns was een zoon van Willem Jacob Arriëns en Suzanna Antoinette Hinlopen. De bankdirecteur Arriëns werd in 1916 benoemd tot burgemeester van Gieten. In 1930 volgde zijn benoeming tot burgemeester van Diepenveen. In 1942 werd hem op eigen verzoek eervol ontslag verleend als burgemeester van Diepenveen.
Arriëns trouwde op 2 april 1912 Marie Emma Muller, een telg uit het geslacht Muller en van wie hij in 1915 scheidde. Op 15 januari 1917 hertrouwde hij met Johanna Elizabeth Mouthaan. Arriëns was Ridder in de Orde van Oranje-Nassau.
In 1935 overleed de echtgenote van Arriëns. 
Vijf jaar later trouwde hij met Anke (Johanna Maria) van Doorninck, dochter van een wethouder, die op de Oxerhof woonde en later in Huize Boschhoek aan de Burg. Doffegnieslaan.
Het huwelijk op 3 mei 1940 van Jacob Arriëns met Anke van Doorninck werd opgeluisterd door schoolkinderen, hier bij het gemeentehuis in Schalkhaar
Met pensioen
Op 30 mei 1942 werd de al pensioengerechtigde Arriëns onder enige dwang ‘verzocht’ plaats te maken voor een NSB-burgemeester; hij werd tijdelijk waarnemend en kreeg op 12 januari 1943 eervol ontslag. Vier jaar later verhuisde het inmiddels met twee kinderen uitgebreide gezin naar de Kerkstraat, omdat echtgenote Anke meer in het dorp wil wonen.
Arriëns overleed op 6 mei 1963. Zijn weduwe woonde daar tot haar overlijden op 1 september 2007.

## Incident in Diepenveen
Op zaterdagavond 16 april 1937 (zijn verjaardag) werd Arriëns geconfronteerd met een verwarde man, die met een geladen karabijn met bajonet bij hem aanbelde. De man had het op de burgemeester voorzien en wilde hem doodschieten, maar bedacht zich op het laatste moment. De zwerver wilde, zo verklaarde hij, zich met deze daad langdurig onderdak verschaffen. Hij gaf zich over aan de burgemeester. De zaak werd twee maanden later behandeld door de rechtbank van Zutphen. De officier van Justitie eiste een gevangenisstraf van acht maanden.

## Bijzonderheden
- In Diepenveen werd de Burgemeester Arriënsweg naar hem genoemd.